# Тур Даун Андер
Тур Да́ун А́ндер (англ. Tour Down Under) — щорічна шосейна багатоденна велогонка в околицях Аделаїди, Південна Австралія. Стартує у третій вівторок січня і складається з шести етапів. Перша гонка відбулася в 1999 році. У 2005 році UCI присвоїв гонці категорію 2.HC, яка є найвищою для гонок за межами Європи. У 2008 році першою з неєвропейських велогонок отримала статус UCI ProTour.

## Характеристики траси
Етапи туру проходять в основному рівнинними і помірно горбистими територіями навколо Аделаїди. Один з етапів включає два кола з підйому на гору Віллунга довжиною 3 км із середнім градієнтом 7,6 %.
Середня температура повітря у Південній Австралії в січні становить 29 °C.

## Класифікації
- Охрова майка лідера — вручається лідеру загального заліку і переможцю перегонів.
- Майка гірського короля — вручається лідеру гірської класифікації.
- Спринтерська майка — вручається гонщику, який набрав найбільшу кількість очок на спринтерських відсічках і фініші.
- Майка найкращого молодого гонщика — вручається найкращому гонщику в загальному заліку, який не досяг віку 26 років.
- Майка найбільш агресивного гонщика — суб'єктивна номінація, вручається гонщикові, що зробив найбільшу кількість атак, брав участь у відривах довше за інших і приніс максимальну користь команді.
- Майка найкращої команди вручається команді з найменшим сумарним часом проходження етапу (залік по чотирьох найкращим).

## Переможці
Шаблон:Cycling race/listofwinners

## Традиції
Уболівальниками вибирається молодий, маловідомий, не грає значної ролі в команді, не говорить по-англійськи гонщик, до якого починають ставитися як до «Суперзірки» — організовують флеш-моби у готелі, пишуть його ім'я на трасах.